# 日本退職者連合
日本退職者連合（にほんたいしょくしゃれんごう 英語：Japanese Confederation of Retired Persons（略称：退職者連合、JCRP）とは、日本の退職者の組織。日本労働組合総連合会の協力組織の1つ。労組を引退した退職者や高齢者が組織をする団体である。会員総数は77万5831人。機関紙は「ふれあい情報」。

## 概要
1991年6月20日、日本労働組合総連合会の第5回中央委員会で「高齢者組織結成準備委員会」の創設が決まる。この準備委員会を発展させる形で1991年11月20日、「日本高齢・退職者団体連合」（略称：退職者連合）が結成される。2015年7月15日、「日本退職者連合」へ名称を変更して現在に至る。
退職者連合は、連合や連合が連携している政党などとともに「働くことを軸とする安心社会」の実現を目指して活動をしている。退職者・高齢者の横のつながりを重視した親睦を目的とした人のつながりを重視したコミュニティとしての役割を持ちつつ、政府や自治体に対して年金や医療・介護などの政策要求を行うことも目的としている。同時に会員の健康や生きがいの為の文化活動やボランティア活動、命のネットワークづくりを通して社会貢献活動を行うのも目的のひとつである。連合との関係については創設集会で「連合の運動を積極的に支持し、密接な連携と支持・協力関係の下に、自らの運動を地域社会に広く定着させる」としている。
下部組織には産別毎に結成された退職者組織の「産別・関連退職者連合」と全国各地で地域毎に組織された「地方退職者連合」がある。
労働者福祉中央協議会に参加している。また、労組や労働金庫やこくみん共済 coopなどの労働者自主福祉団体とも交流を持つ。毎年9月に「全国高齢者集会」を開催している。また地方毎、産別毎の集会もある。
出典。